# Rotbach (Riß, Obersulmetingen)
Der  Rotbach, auch Ingerkinger Rotbach genannt, ist ein über 7 km langer Bach im baden-württembergischen Oberschwaben, der im Dorf Obersulmetingen der Stadt Laupheim im Landkreis Biberach von links in die untere Riß mündet.
Der Riß fließt von derselben Seite weiter aufwärts in Biberach an der Riß noch ein anderer, etwas größerer Rotbach zu.

## Geographie

### Verlauf
Der Ingerkinger Rotbach läuft recht beständig ostnordöstlich. Er entsteht im Wald Bühlhau zwischen dem Dorf Mundeldingen der Gemeinde Oberstadion im Alb-Donau-Kreis im Westsüdwesten und dem Dorf Ingerkingen der Gemeinde Schemmerhofen im Landkreis Biberach im Ostnordosten auf einer Höhe von etwa 526 m ü. NHN, gerade eben noch auf Mundeldinger Gemarkung. Bald tritt er aus dem Wald über die Kreisgrenze auf die Gemarkung von Ingerkingen über und durchquert dann den südlichen Teil des Dorfes. Unterhalb davon laufen ihm in kurzem Abstand zunächst von rechts der Erlengraben, danach auf etwa 509 m ü. NHN  von links der Rußgraben zu. Hiernach ist er zunächst Gemeinde- und Gemarkungsgrenze zwischen dem Dorf Obersulmetingen der Stadt Laupheim am linken Ufer und dem Dorf Altheim von Schemmerhofen am rechten, tritt aber schließlich ganz auf Obersulmetinger Gebiet über. Am Dorfrand mündet hier von rechts der Saungraben, im Dorf läuft er seinen letzten Viertelskilometer im weiten Bett eines linken Hochwasserentlastungskanals der Riß, in die er schließlich beim Knick der Sattlergasse auf etwa 503 m ü. NHN von links mündet.

### Einzugsgebiet
Der Rotbach ist nach der amtlichen Gewässerkarte 7,3 km lang und entwässert ein Einzugsgebiet von 26,2 km², das im Norden an das des Aischbachs grenzt, der etwas abwärts in Untersulmetingen ebenfalls östlich zur Riß läuft. Im Osten gibt es vor der Riß keine bedeutenden Konkurrenten, im Südosten läuft in ebenfalls rotbachähnlicher Orientierung der Assmannshardter Mühlbach zur Riß. Die Vorfluter der kleinen westlichen Konkurrenten münden direkt in die Donau, es sind der Stehenbach im Südwesten und die das Rottenacker Ried entwässernde Ehrlos im Nordwesten.
Die beiden mit etwa 562 m ü. NHN höchsten Punkte im Einzugsgebiet liegen an der südlichen Wasserscheide beim Wasserreservoir auf dem Schweinsberg wenig nördlich von Schemmerhofen sowie an der nördlichen beim Wasserreservoir von Ehingen-Sontheim. An der westlichen werden mehrfach Höhen um 550 m ü. NHN erreicht.
Der überwiegende Teil des Einzugsgebietes gehört zur Gemeinde Schemmerhofen, ein ansehnlicher mündungsnaher zur Stadt Laupheim. Daneben gehört ein überwiegend bewaldeter kleiner Teil im Nordwesten zur Stadt Ehingen und ein sehr kleiner Waldzwickel dort zur Gemeinde Unterstadion.

### Zuflüsse und Seen
Hierarchische Liste der Zuflüsse und  Seen von der Quelle zur Mündung. Gewässerlänge, Seefläche, Einzugsgebiet und Höhe nach den entsprechenden Layern auf der Onlinekarte der LUBW. Andere Quellen für die Angaben sind vermerkt.
Quelle des Ingerklinger Rotbachs auf etwa 526 m ü. NHN ca. 2,1 km westsüdwestlich von Schemmerhofen-Ingerkingen eben noch im Wald Nühlhau, der zur Gemarkung des Dorfes Mundeldingen der Gemeinde Oberstadion gehört. Nach einer anderen, gewöhnlich unzuverlässigeren Karte beginnt er seinen Lauf bis zu etwa 400 Meter näher an Mundeldingen und auf bis zu 540 m ü. NHN. Der Bach fließt anfangs ostwärts in Richtung Ingerkingen, danach ostnordöstlich bis nordöstlich.
- Erlengraben, von rechts und Südwesten auf knapp 510 m ü. NHN etwa 1,3 km bachabwärts von Ingerkingen, 3,8 km und 6,4 km². Entsteht auf etwa 531 m ü. NHN ostnordöstlich von Schemmerhofen-Britschweiler.
- Rußgraben, von links und Westsüdwesten auf etwa 509 m ü. NHN etwa 200 Meter nach dem vorigen, 3,7 km und 8,4 km². Entsteht auf etwa 525 m ü. NHN am Naturschutzgebiet Gedüngtes Ried.
  -  Im Moor links des Laufes liegen auf etwa 525–518 m ü. NHN wenigstens drei Kleinteiche, zusammen etwa 0,3 ha.
  -  Passiert einen Teich links am Lauf auf etwa 513 m ü. NHN kurz vor der Straße Ingerklingen–Obersulmetingen, etwa 0,1 ha.
  - Lismergraben, von links und Nordwesten auf etwa 512 m ü. NHN gleich nach dem vorigen an der den Rußgraben querenden Straße, 2n0 km und ca. 3,1 km².[LUBW 9] Entsteht auf etwa 529 m ü. NHN am Westrand des Bockighofer Holzes zu den Pfaffenäckern. Ein zusätzliches, nur unbeständiges Laufstück oberhalb in diesem Wald ist etwa 0,4 km lang[LUBW 10] und beginnt auf etwa 537 m ü. NHN.
- Passiert auf etwa 505 m ü. NHN das lit wenig Abstand links am Lauf liegende Naturschutzgebiet Müsse, ein Niedermorrrelikt mit u. a. einer offenen Wasserfläche, zwischen 0,1 und 0,2 ha.
- Saungraben, von rechts und Südsüdwesten auf etwa 504 m ü. NHN weniger als hundert Meter vor dem Ortsrand von Laupheim-Obersulmetingen, 2,6 km und 2,8 km². Entsteht auf etwa 517 m ü. NHN in der Geländemulde Augenbeund nordwestlich von Schemmerhofen-Schemmerberg.
  - Hüttenseegraben, von links und Südosten auf etwa 505 m ü. NHN in den Riedwiesen, 1,0 km und ca. 0,8 km².[LUBW 9]
    -  Entfließt auf etwa 508 m ü. NHN einem Teich in den Oberen Krautländern im Niedermoorstreifen nördlich von Altheim, unter 0,2 ha.
    -  Durchfließt wenig nach dem Quellteich einen weiteren, unter 0,1 ha.
- Hochwasserentlastungskanals Ensiedel, von rechts in Obersulmetingen, 0,3 km und unter 0,1 km². Dieser geht am Ostrand des südlichen Obersulmetingen nach links von der Riß an, in seinem gegenüber dem Rotbach deutlich breiteren Unterlaufbett fließt der Rotbach dann weiter.

Mündung des Ingerklinger Rotbachs von links und zuallerletzt Südwesten auf etwa 503 m ü. NHN am Ostrand von Obersulmetingen in die untere Riß. Der Rotbach ist 7,3 km lang und hat ein 26,2 km² großes Einzugsgebiet.

## Natur und Umwelt
Das Einzugsgebiet ist wenig besiedelt und umfasst überwiegend freie, beackerte Flur. An seinem westlichen und nördlichen Rand steht Wald.
Zwischen dem obersten Lauf des Rußgrabens und dem parallel laufenden Unterlauf eines linken Zuflusses liegt das 17 ha große Gedüngte Ried, links des Rotbachs-Unterlaufs vor Obersulmetingen die 13 ha große Müsse, beides sind unter Naturschutz stehende Reste vormaliger Niedermoore, die zwischen isolierten Gehölzen verlandete Torfstiche und ungenutzte Streuwiesen umfassen. Der obere Rotbach vor Ingerkingen läuft ebenfalls in einem Niedermoor ebenso wie der Zufluss Hüttenseebach seines rechten Unterlazf-Nebenflusses Saungraben.

### LUBW
Amtliche Online-Gewässerkarte mit passendem Ausschnitt und den hier benutzten Layern: Lauf und Einzugsgebiet des Rotbachs

Allgemeiner Einstieg ohne Voreinstellungen und Layer: Daten- und Kartendienst der Landesanstalt für Umwelt Baden-Württemberg (LUBW) (Hinweise)
1. ↑  Name Ingerklinger Rotbach nach dem Layer Gewässername.
2. 1 2 3  Höhe nach dem Höhenlinienbild auf dem Hintergrundlayer Topographische Karte.
3. 1 2  Höhe nach blauer Beschriftung auf dem Hintergrundlayer Topographische Karte.
4. 1 2  Länge nach dem Layer Gewässernetz (AWGN).
5. 1 2  Einzugsgebiet nach dem Layer Aggregierte Gebiete 05.
6. 1 2  Höhe nach schwarzer Beschriftung auf dem Hintergrundlayer Topographische Karte.
7. ↑  Seefläche nach dem Layer Stehende Gewässer.
8. ↑  Einzugsgebiet nach dem Layer Basiseinzugsgebiet (AWGN).
9. 1 2  Einzugsgebiet abgemessen auf dem Hintergrundlayer Topographische Karte.
10. 1 2  Länge abgemessen auf dem Hintergrundlayer Topographische Karte.
11. ↑  Schutzgebiete nach den einschlägigen Layern, Natur teilweise nach dem Layer Biotop.

### Andere Belege
1. ↑  Alter Name Mopsgraben des Rotbachs auf einem Abschnitt unmittelbar vor Ingerkingen nach dem Meßtischblatt 7824 Warthausen von 1915 in der Deutschen Fotothek.
2. ↑  Hans Graul: Geographische Landesaufnahme: Die naturräumlichen Einheiten auf Blatt 179 Ulm. Bundesanstalt für Landeskunde, Bad Godesberg 1952. → Online-Karte (PDF; 4,8 MB)